# Österreichische Staatsbürgerschaft
Die österreichische Staatsbürgerschaft weist eine natürliche Person als Staatsbürger der Republik Österreich und gleichzeitig als Bürger der Europäischen Union aus. Gesetzliche Grundlage ist das Staatsbürgerschaftsgesetz von 1985 mit den Änderungen, die sich ab 1995 durch den EU-Beitritt Österreichs ergeben haben.
Die Gemeinden (Gemeindeverbände) führen gem. §§ 49 ff. StBG ein ständiges Verzeichnis der Staatsbürger (Staatsbürgerschaftsevidenz). Bis 30. Juni 1966 war der Geburtsort die so genannte Evidenzgemeinde des Kindes. Seit 1. Juli 1966 ist die Evidenzgemeinde bei Geburten im Inland der Wohnsitz der Mutter, bei Wohnsitz der Mutter im Ausland der Geburtsort des Kindes; andernfalls die Gemeinde Wien.

## Erwerb der österreichischen Staatsbürgerschaft
Die Staatsbürgerschaft wird gem. § 6 StBG erworben durch
- Abstammung (Legitimation) (§§ 7, 7a und 8 StBG);
- Verleihung (Erstreckung der Verleihung) (§§ 10 bis 24 StBG);
- Anzeige (§§ 57, 58c und 59 StGB).

§ 8 des Staatsbürgerschaftsgesetzes 1985 sieht lediglich eine durch den Beweis des Gegenteils widerlegliche Rechtsvermutung zugunsten der österreichischen Staatsangehörigkeit kraft Abstammung in bestimmten Fällen ungeklärter Staatsangehörigkeit (z. B. bei Findelkindern) vor, jedoch keinen Erwerbsgrund.

### Erwerb durch Abstammung
Das österreichische Staatsangehörigkeitsrecht folgt vor allem dem Abstammungsprinzip (lat. ius sanguinis = Recht des Blutes). Danach erhalten eheliche Kinder die Staatsbürgerschaft eines Elternteils, nichteheliche Kinder die der Mutter (§§ 7, 7a und 8). Ist nur der Vater eines unehelichen Kindes österreichischer Staatsbürger, die Mutter aber Staatsangehörige eines anderen Staates, erwirbt das Kind die Staatsbürgerschaft durch Abstammung, wenn der österreichische Vater innerhalb von acht Wochen entweder die Vaterschaft anerkannt hat oder seine Vaterschaft gerichtlich festgestellt wurde.

### Verleihung

#### Allgemeine Einbürgerungsvoraussetzungen
- Mindestens zehnjähriger rechtmäßiger und ununterbrochener Aufenthalt in Österreich, davon mindestens fünfjährige Niederlassungsbewilligung;
- Unbescholtenheit;
- hinreichend gesicherter Lebensunterhalt;
- Deutschkenntnisse und Grundkenntnisse der demokratischen Ordnung, Geschichte Österreichs und des jeweiligen Bundeslandes;
- bejahende Einstellung zur Republik Österreich und Gewährleistung, dass keine Gefahr für die öffentliche Ruhe, Ordnung und Sicherheit besteht;
- kein bestehendes Aufenthaltsverbot und kein anhängiges Verfahren zur Aufenthaltsbeendigung;
- grundsätzlich Verlust der bisherigen Staatsangehörigkeit (dazu bestehen Ausnahmen).

#### Verleihung aufgrund Rechtsanspruchs

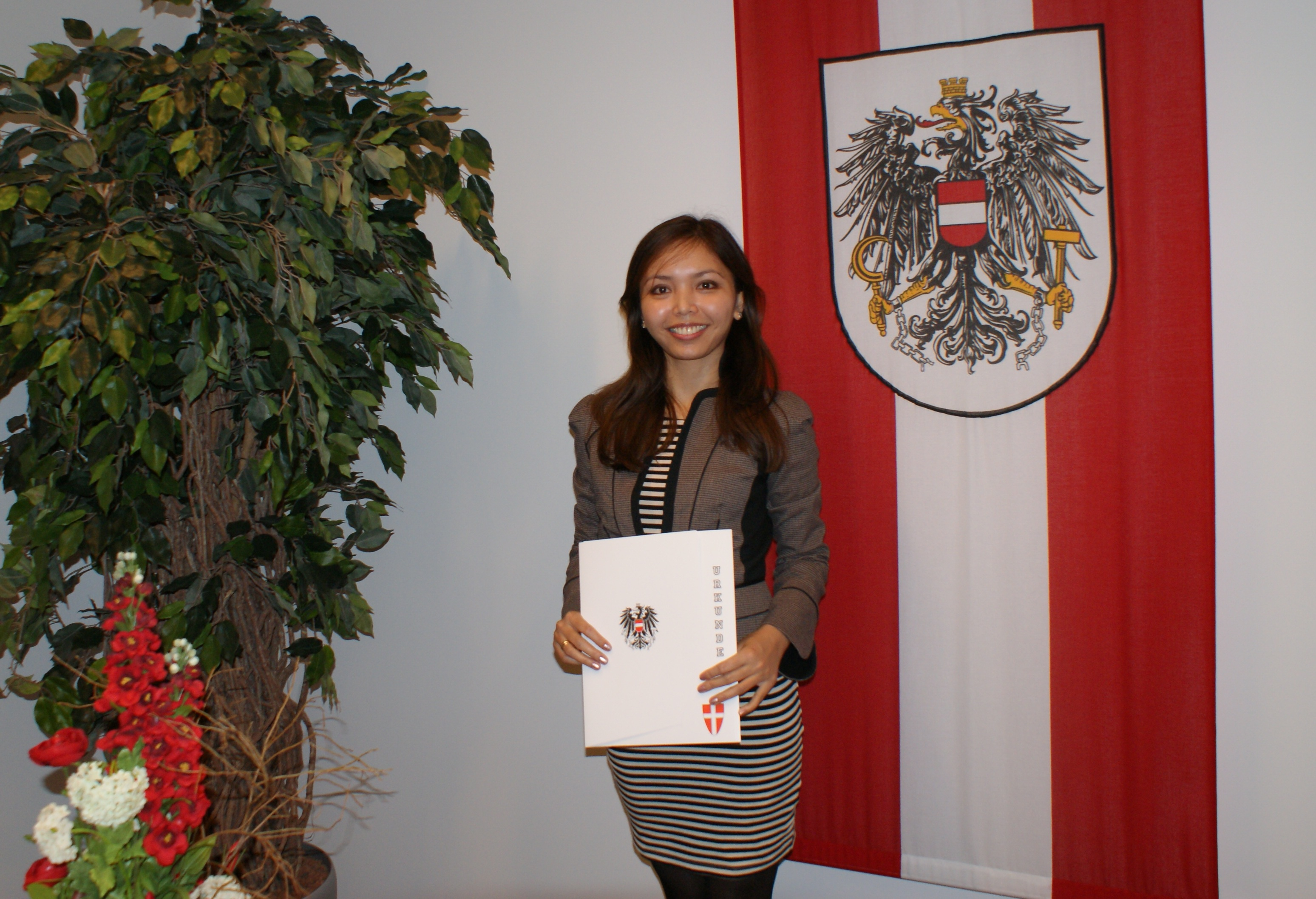
Verleihung im Gelöbniszimmer der Wiener MA 35 (2013)

Liegt ein Rechtsanspruch vor, kann eine negative Entscheidung nur dann erfolgen, wenn ein gesetzliches Einbürgerungshindernis (wie gerichtliche Verurteilungen, schwerwiegende Verwaltungsübertretungen) vorliegt.
Die Verleihung der Staatsbürgerschaft wird unter bestimmten Voraussetzungen auf den Ehegatten und die Kinder des Antragstellers erstreckt.
Auch bei Vorliegen eines Rechtsanspruches müssen die allgemeinen Einbürgerungsvoraussetzungen erfüllt sein. Der Rechtsanspruch auf die Verleihung der Staatsbürgerschaft liegt demnach bei einer der folgenden Bedingungen vor:
- Dreißigjähriger ununterbrochener Hauptwohnsitz in Österreich;
- fünfzehnjähriger rechtmäßiger und ununterbrochener Aufenthalt (Hauptwohnsitz) im Bundesgebiet bei Nachweis der nachhaltigen persönlichen und beruflichen Integration;
- zehnjähriger rechtmäßiger und ununterbrochener Aufenthalt im Bundesgebiet beim Vorliegen des Status „Asylberechtigte/Asylberechtigter“;
- sechsjähriger rechtmäßiger und ununterbrochener Aufenthalt sofern,
  - eine fünfjährige Ehe mit einem österreichischen Staatsbürger besteht und die Eheleute im gemeinsamen Haushalt leben oder
  - der Besitz einer EWR-Staatsangehörigkeit nachgewiesen wird oder
  - der Antragsteller in Österreich geboren wurde oder
  - die Verleihung aufgrund von bereits erbrachten und zu erwartenden außerordentlichen Leistungen auf wissenschaftlichem, wirtschaftlichem, künstlerischem oder sportlichem Gebiet im Interesse der Republik Österreich liegt oder
  - der Fremde nachhaltige persönliche Integration nachweist. Dies ist der Fall, wenn entweder Deutschkenntnisse auf dem Niveau B2 vorhanden sind oder Deutschkenntnisse auf dem Niveau B1 und ein Nachweis der nachhaltigen persönlichen Integration gegeben sind.[6]

#### Verleihung nach Ermessen
Eine Verleihung kann erfolgen wenn:
- ein ordentlicher Wohnsitz in Österreich von mindestens zehn Jahren vorliegt,
- ein ordentlicher Wohnsitz in Österreich von mindestens vier Jahren vorliegt und zusätzlich berücksichtigungswürdige Gründe vorliegen (z. B. Verwandte mit österreichischer Staatsbürgerschaft im Inland etc.),
- außerordentliche Leistungen auf den Gebieten der Wissenschaften, des Sportes, der Wirtschaft, der Kulturen, im Interesse der Republik Österreich vorliegen oder zu erwarten sind.

Verliehen wird die österreichische Staatsbürgerschaft durch den jeweiligen Landeshauptmann.

#### Verleihung im besonderen Interesse
In Österreich können Menschen „im besonderen Interesse der Republik“ in Eilverfahren eingebürgert werden. Bisher wurden deren Namen jährlich als Liste veröffentlicht. Das geschah für 2017 mit einer Art Ausnahmeregelung, bei der die Zustimmung der Betroffenen einzeln eingeholt wurde. Mit Anwendung der Datenschutz-Grundverordnung ist dies nicht mehr möglich. Das Innenministerium sieht derzeit „keine tragfähige rechtliche Grundlage“ dafür, will diese jedoch gerne schaffen, falls es die Regierung beschließt. Der österreichische Autor und ehemalige Politiker Peter Pilz fordert die Veröffentlichung auch weiterhin, um der Korruptionsgefahr zu begegnen.

### Anzeige
Liegen die allgemeinen Einbürgerungsvoraussetzungen vor, erwirbt ein Fremder die Staatsbürgerschaft, wenn er der Behörde unter Bezugnahme auf das Staatsbürgerschaftsgesetz schriftlich anzeigt, dass er zumindest in den letzten 15 Jahren von einer österreichischen Behörde fälschlich als Staatsbürger behandelt wurde und dies nicht zu vertreten hat (§ 57 StBG).
Zugunsten von Verfolgten des Nationalsozialismus, die in das Ausland geflohen waren, enthält § 58c StGB seit 2009 einen Sondertatbestand zum Erwerb der österreichischen Staatsangehörigkeit kraft Anzeige. Dieser wurde im Jahr 2019 auf Nachfahren von Verfolgten ausgedehnt.

### Wiedererwerb
Für in der Zeit des Nationalsozialismus Verfolgte, die zuvor österreichische Staatsbürger waren, besteht die Möglichkeit, durch schriftliche Anzeige (§ 58c StbG) die Staatsbürgerschaft zurückzuerhalten. Ab 1. September 2020 besteht nach Novellierung des § 58c diese Möglichkeit für ehemals Verfolgte, die österreichische Staatsbürger, in Österreich wohnhaft und dabei im Besitz einer Staatsangehörigkeit eines Nachfolgestaates Österreich-Ungarns oder staatenlos gewesen waren und das Land bis 1955 verlassen mussten, sowie deren direkte Nachkommen.

### Ernennung zum Beamten (Universitätsprofessoren)
Aufgrund der Tatsache, dass die Bestellung zum Universitäts- oder Hochschulprofessor an einer österreichischen Universität oder Kunsthochschule in Österreich auch die Ernennung zum Beamten darstellte, erwarb ein ausländischer Staatsbürger allein mit seinem Dienstantritt gleichzeitig ohne Bescheid die österreichische Staatsbürgerschaft.
Nach dem EU-Beitritt Österreichs im Jahr 1995, infolgedessen den Staatsangehörigen der Mitgliedsländer im Rahmen der europäischen Integration dieselben Rechte für den Berufszugang wie österreichischen Staatsbürgern gewährt werden, galt dieser automatische Staatsbürgerschaftserwerb nur mehr für Nicht-EU-Bürger. Da ab 1. September 2001 Planstellen für Universitätsprofessoren jedoch ausschließlich für ein privatrechtliches Dienstverhältnis auszuschreiben sind, wurde diese Bestimmung des § 25 Abs. 1 StbG inzwischen durch den Wegfall des öffentlich-rechtlichen Dienstverhältnisses neuer Universitätslehrer obsolet und daher durch das Erste Bundesverfassungsrechtsbereinigungsgesetz (1. BVRBG) vom 4. Jänner 2008 als nicht mehr geltend festgestellt.
Weiters erhielten zuvor der Ehepartner sowie die minderjährigen unverheirateten Kinder von zu Beamten ernannten ausländischen Universitäts- oder Hochschulprofessoren durch die innerhalb eines Jahres ab Dienstantritt abzugebende Erklärung, „der Republik als getreue Staatsbürger angehören zu wollen“, ebenfalls die österreichische Staatsbürgerschaft (§ 25 Abs. 2 und 3). In diesem besonderen Einbürgerungsfall wurde eine doppelte Staatsbürgerschaft geduldet. Eine parlamentarische Anfrage zur Anzahl der auf diese Art eingebürgerten Personen ergab, dass hierzu keine Statistiken geführt wurden.

## Verlust der Staatsbürgerschaft
§ 26 nennt vier Möglichkeiten, die Staatsbürgerschaft zu verlieren:
1. Erwerb einer fremden Staatsangehörigkeit (§§ 27 und 29)
2. Eintritt in den Militärdienst eines fremden Staates (§ 32)
3. Entziehung (§§ 33 bis 36) zum Beispiel wegen Schädigung des Ansehens der Republik
4. Verzicht (§§ 37 und 38) (für Männer nur möglich, wenn der Verzichtende jünger als 16 Jahre bzw. älter als 36 Jahre ist, oder den Wehr-/Zivildienst bereits absolviert hat, oder seit mindestens fünf Jahren seinen Hauptwohnsitz durchgehend außerhalb der Republik hat und darüber hinaus auch kein anhängiges Strafverfahren oder eine Strafvollstreckung wegen einer größeren Straftat hat)

Ohne Nachweis über den Besitz einer fremden Staatsangehörigkeit darf aufgrund des Übereinkommens zur Verminderung der Staatenlosigkeit die Staatszugehörigkeit nicht entzogen werden, damit soll die Schaffung von Staatenlosen vermieden werden. Ohne Nachweis über den Besitz einer fremden Staatsangehörigkeit kann mithin der Verzicht aufgrund internationaler Übereinkommen nicht wirksam werden.

## Doppelstaatsbürgerschaft
Im Allgemeinen lässt das österreichische Staatsbürgerschaftsrecht keine Doppel- oder Mehrfachstaatsbürgerschaft zu. Wer freiwillig eine fremde Staatsbürgerschaft erwirbt, verliert dadurch grundsätzlich die österreichische, es sei denn, er beantragt deren Beibehaltung (§§ 26 Z 1, 27, 29 StbG).
Jede Willenserklärung, die auf Erwerb einer fremden Staatsbürgerschaft gerichtet ist, bewirkt im Falle deren Erwerbs den Verlust der österreichischen, was gem. §§ 39, 42 StbG gegebenenfalls durch Bescheid festgestellt wird.
Für die türkische Staatsangehörigkeit spricht nach einem Beschluss des Verwaltungsgerichtshofs die Eintragung in die türkische Wählerevidenz, was anlässlich der Wahl zur 26. Großen Nationalversammlung in der Türkei am 1. November 2015 zu der Feststellung führte, die Wahlberechtigten seien türkische und nicht österreichische Staatsangehörige.

## Rechte und Pflichten des Staatsbürgers
Die Grundrechte lassen sich in die Bürgerrechte, die für alle Staatsbürger gelten, und in Menschenrechte, die auch für Fremde gelten, unterteilen.
Der Staatsbürger bzw. die Staatsbürgerin hat das Recht auf ungestörten Aufenthalt im Land, hat politische Rechte (aktives und passives Wahlrecht, Teilnahme an Volksabstimmungen etc.), besitzt Meinungsfreiheit und hat das Recht auf Gleichheit vor dem Gesetz. Weiters besteht das Recht auf den Schutz durch österreichische Vertretungsbehörden im Ausland.
Der Bürger hat aber auch die Treuepflicht gegenüber dem Staat und hat die Pflicht zur Übernahme eines Schöffen- oder Geschworenenamtes. Männer sind vom 17. bis zum 50. Lebensjahr wehrpflichtig und müssen den Wehrdienst oder einen Wehrersatzdienst absolvieren.
Im öffentlichen Dienst sind Verwendungen, für die eine besondere Verbundenheit zu Österreich erwartet werden kann, ausschließlich Beamten oder Vertragsbediensteten, insbesondere Exekutivbediensteten, mit österreichischer Staatsangehörigkeit zuzuweisen.
Österreichische Staatsbürger können eine zusätzliche Staatsbürgerschaft eines anderen Staates nur mit vorheriger Zustimmung Österreichs erwerben, widrigenfalls die österreichische Staatsbürgerschaft automatisch (ex lege) beendet ist.
Der Staatsbürger kann allerdings seit der Geburt Doppelstaatsbürger sein, wenn er als Kind eines Österreichers in einem Land zur Welt kommt, in dem jeder dort Geborene automatisch Staatsbürger dieses Landes wird (Beispiel: ein in Brasilien lebender Österreicher hat dort Kinder, diese sind Doppelstaatsbürger).
Die österreichische Staatsbürgerschaft ist mit der Unionsbürgerschaft verbunden und bietet damit:
- Freizügigkeit innerhalb der Union
- Kommunalwahlrecht innerhalb der Union
- Diplomatischen Schutz und Vertretung in Ländern, in denen Österreich keine Auslandsvertretung unterhält

## Staatsbürgerschaftsnachweis
Den Staatsbürgerschaftsnachweis, der bestätigt, dass jemand zum Zeitpunkt der Ausstellung österreichischer Staatsbürger ist, stellt im Inland die jeweilige Gemeinde oder die zuständige Auslandsvertretung für Auslandsösterreicher aus. Als Staatsbürgerschaftsnachweis gilt auch meist ein Reisepass, Personalausweis oder der wenig übliche Identitätsausweis, da man diese Dokumente auch nur bei einer aufrechten Staatsbürgerschaft bekommt.

## Rechtshistorische Entwicklung

### Ursprünge
Mit der Justizreform von 1786 wollte Joseph II. mit dem Allgemeinen Bürgerlichen Gesetzbuch (Josephinischen Gesetzbuch) die Loyalität der Untertanen aller Erbländer, die Einbindung der Minderheiten und die Stabilisierung des habsburgischen Herrschaftsgefüges erreichen. Dazu sicherte er allen Untertanen Sicherheit und Freiheit zu. Darin findet sich erstmals eine Unterscheidung zwischen Untertanen und Fremden, jedoch noch keine Vorschriften über Erwerb und Verlust der Staatsangehörigkeit. Im 19. Jahrhundert war das Heimatrecht von besonderer Bedeutung für die Staatsbürgerschaft, die Armenfürsorge, die Regelung von Abschiebungen und generell für die Bestimmung von „Einheimischen“ und „Fremden“. Das Heimatrecht selbst hat seine Ursprünge im Gemeindeprinzip der Armenfürsorge mit der Abschiebung Fremder und dem Konskriptionswesen.

### 1812–1918
Für den österreichischen Rechtsbereich brachte das Allgemeine bürgerliche Gesetzbuch (ABGB), in Kraft getreten am 1. Jänner 1812, die erste bedeutsame Kodifikation der grundlegendsten Bestimmungen über die Staatsbürgerschaft. In den §§ 28 bis 30 usw. wurde definiert, wer Staatsbürger ist. „Als am 1. Jänner 1812 das Allgemeine Bürgerliche Gesetzbuch in Kraft trat, waren damit in seinem Geltungsbereich erstmals genaue Bestimmungen über den Erwerb der österreichischen Staatsbürgerschaft getroffen worden.“
Das Gemeindegesetz vom 24. April 1859 definierte den Begriff des Heimatrechts, also die Zuständigkeit eines Gemeindeverbandes für die eigene Person, dem man bleibend angehörte. Mit dem Heimatrecht konnte ein Anspruch auf ungestörten Aufenthalt, das Wahlrecht (ab 1906 dann auch für alle männlichen Staatsbürger) und auf soziale Versorgung im Falle von Armut oder Not geltend gemacht werden.
Ab 1863 mussten alle Gemeinden per Gesetz eine Matrikel führen (sogenannte Heimatrolle), in der die Gemeindemitglieder verzeichnet waren. Personen, die nicht bereits über die Zugehörigkeit zu einer katholischen Kirchengemeinde registriert waren (Pfarrmatrikel), wurde ab 1870 in einer Zivilmatrikel erfasst. Es wurde bestimmt, dass „nur Staatsbürger […] das Heimatrecht in einer Gemeinde erwerben [können]“, und: „Jeder Staatsbürger soll in einer Gemeinde heimatberechtigt sein.“ Das Heimatrecht konnte erworben werden durch Abstammung und Eheschließung, durch Ersitzung nach zehn Jahren (und später über vier Jahre) oder durch Antritt eines öffentlichen Amtes. Es konnte aufgrund verschwiegener zweijähriger Abwesenheit vom Heimatort entzogen werden. Dieses Heimatrecht war, ähnlich wie heute noch in der Schweiz, subsidiär. Durch das Heimatrecht in einer Gemeinde war man indirekt auch gleichzeitig Bürger des Kronlandes, in dem sich die Gemeinde befand.
Nach dem Ausgleich mit Ungarn 1867 wurde noch im gleichen Jahr das Staatsgrundgesetz über die allgemeinen Rechte der Staatsbürger erlassen, das für die im Reichsrat vertretenen Königreiche und Länder (Cisleithanien) in Artikel 1 festlegte: Für alle Angehörigen der im Reichsrathe vertretenen Königreiche und Länder besteht ein allgemeines österreichisches Staatsbürgerrecht. Es brachte in Österreich das Wahlrecht für Männer mit Besitz. Für die Länder der Ungarischen Krone (Transleithanien) galt seit dem Ausgleich die ungarische Staatsbürgerschaft.

### Auflösung der Habsburgermonarchie

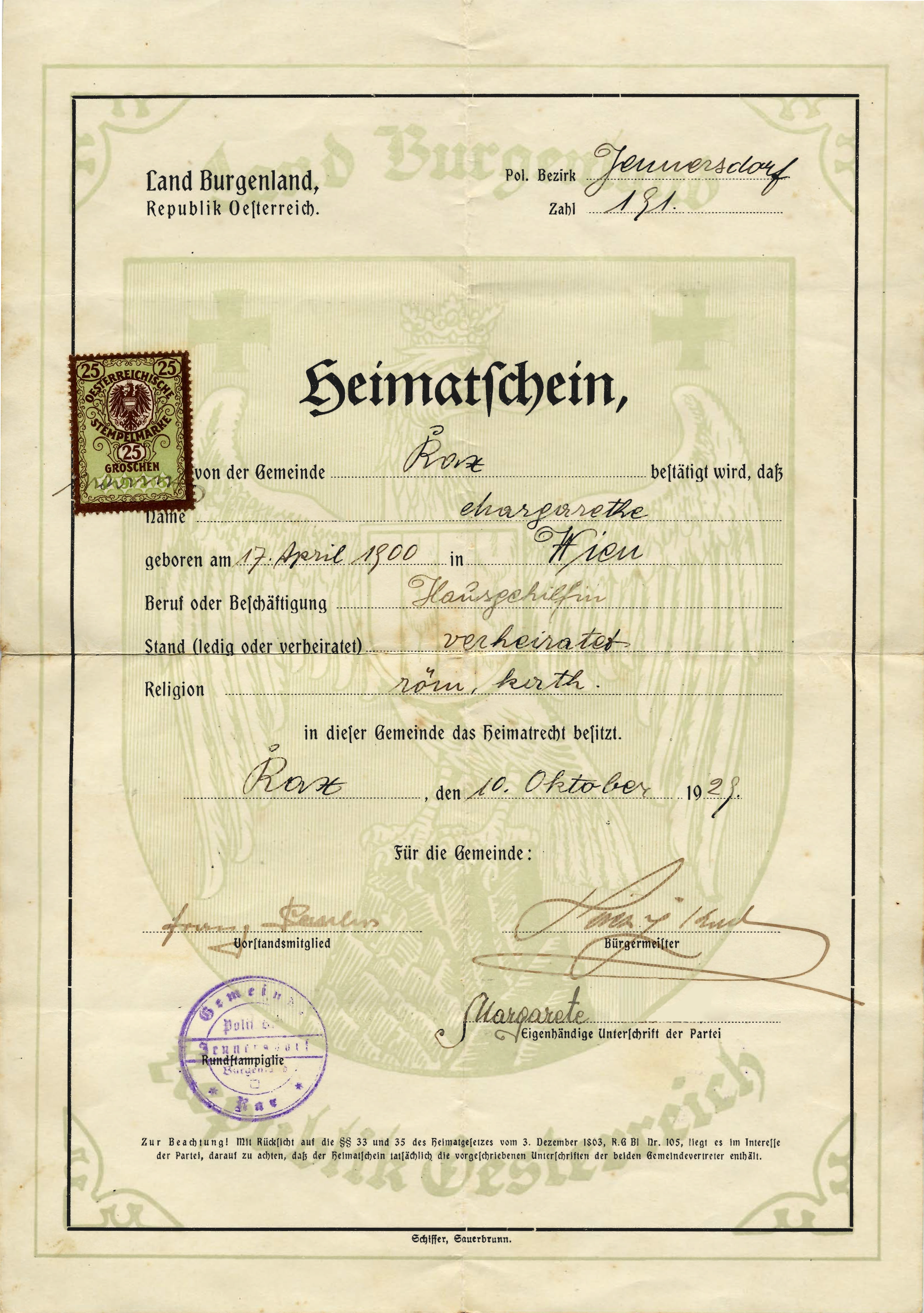
Heimatschein als Bestätigung des lokalen Heimatrechts, Österreich, 1929

Nach Ausrufung der Republik am 12. November 1918 wurde von der Provisorischen Nationalversammlung am 5. Dezember 1918 das deutsch-österreichische Staatsbürgerrecht erlassen, das am 13. Dezember 1918 in Kraft trat. Alle Personen, die zum Zeitpunkt der Kundmachung des Gesetzes das Heimatrecht in einer Gemeinde der Deutschösterreichischen Republik besaßen, wurden automatisch Staatsbürger. Das Frauenwahlrecht in Österreich wurde eingeführt, so dass für Frauen und Männer das aktive und passive Wahlrecht galt.
Durch eine Erklärung gegenüber der Republik konnten zusätzlich auch Personen die Staatsbürgerschaft erhalten, die seit 1914 ihren Wohnsitz in Deutschösterreich hatten. Personen, die zum Zeitpunkt der Kundmachung in einer Gemeinde des untergegangenen Österreich (ausgenommen Galizien, Dalmatien und Istrien) heimatberechtigt waren, die außerhalb der deutschösterreichischen Republik lag, hatten ebenfalls das Recht, sich gegenüber der Behörde als Deutschösterreicher zu erklären.
Zu einem politischen Streitthema zwischen Christlichsozialen, Sozialisten und deutschnational Gesinnten wurde die Frage über den Status der jüdischen Kriegsflüchtlinge. Tausende waren während des Ersten Weltkrieges hauptsächlich aus Galizien vor allem nach Wien geflüchtet. Trotz verbalen Ausschreitungen zwischen den politischen Lagern wurden diese jedoch schließlich wie alle anderen Bürger des ehemaligen Habsburgerreiches gleich behandelt. Damit hatte die junge Republik über 200.000 jüdische Staatsbürger.
Im Staatsvertrag von Saint-Germain-en-Laye vom 10. September 1919 wurde in Artikel 80 den von der Reichsauflösung betroffenen Personen der jeweiligen Minderheiten ein sechsmonatiges Optionsrecht zugesprochen, sich nach „Rasse und Sprache“ für ein Heimatland entscheiden zu können. Im Brünner Vertrag über Staatsbürgerschaft und Minderheitsschutz vom 7. Juni 1920 (StGBl. Nr. 163/1921) wurde vereinbart, die Option liberal zu handhaben und hauptsächlich die Sprache als Merkmal der Volkszugehörigkeit zu deuten. Doch schon kurz vor dem Inkrafttreten des Vertrags von St. Germain gingen die administrativen und nach seinem Inkrafttreten auf legistischer Ebene die Bemühungen fast aller politischen Kräfte dahin, die Anerkennung von Optionen von in Österreich verbliebenen Ostjuden aus Galizien und der Bukowina unmöglich zu machen. Eine Resolution des Nationalrats von 1921 forderte, der Rassezugehörigkeit zur Mehrheit der österreichischen Bevölkerung Rechnung zu tragen („Wabersche Optionspraxis“).
Im Jahr 1920 wurden die provisorischen Verfassungsregeln von der Konstituierenden Nationalversammlung durch die bis heute gültige Bundesverfassung abgelöst. Die Vollziehung des Staatsbürgerschaftsgesetzes lag nun in der Kompetenz der österreichischen Bundesländer. Neben der Bundesbürgerschaft wurde eine Landesbürgerschaft eingeführt, deren Voraussetzung wiederum die Heimatberechtigung in einer Gemeinde darstellte.
Im Jahr 1925 wurde ein neues Staatsbürgergesetz erlassen, in dem die Landes- und Bundesbürgerschaft sowie das Heimatrecht in den Gemeinden neu geregelt wurde. Neben der Geburt konnte die Staatsbürgerschaft nun durch Verleihung erteilt werden, wobei ein vierjähriger Aufenthalt nachgewiesen werden musste. Daneben erhielten Lehrkräfte an einer inländischen Hochschule automatisch die Staatsbürgerschaft. Verheiratete Frauen erhielten automatisch die Staatsbürgerschaft ihres Ehegatten.
Der Austrofaschismus führte 1933 das Sanktionsinstrument der Ausbürgerung aus politischen Gründen ein, das sich hauptsächlich gegen nationalsozialistische Anhänger richtete, die nach dem Betätigungsverbot gegen die NSDAP nach Deutschland geflüchtet waren. Zum kleineren Teil wurden auch linke Oppositionelle meist wegen österreich-feindlicher Handlungen ausgebürgert.

### „Anschluss“ 1938

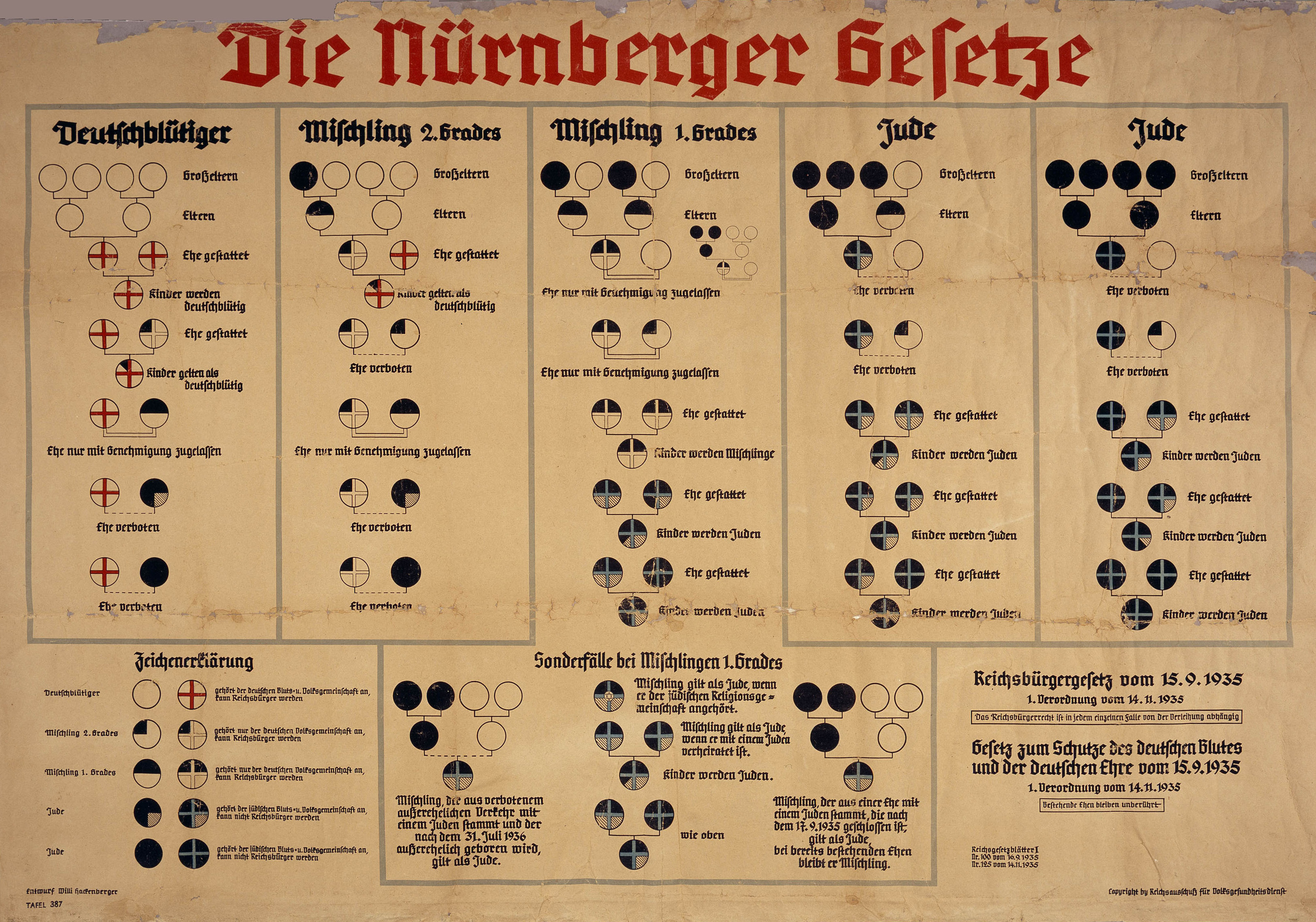
Schautafel zu den Nürnberger Gesetzen

Nach dem „Anschluss“ Österreichs bekamen mit der „Verordnung über die deutsche Staatsangehörigkeit im Lande Österreich“ vom 3. Juli 1938 die Österreicher die deutsche Staatsangehörigkeit. Das vorherige Nebeneinander von Pfarrmatrikeln und Gemeindematrikeln wurde im August 1938 abgeschafft und das Wiener System der Zivilmatrikel in allen Gemeinden eingeführt. Vielen zuvor in diesen Zivilmatrikeln geführten jüdischen Bürgern wurde dabei aber die Staatsbürgerschaft entzogen; bestimmte „Reichsbürger“, also „Staatsangehörige deutschen oder artverwandten Blutes“, verloren ihr im Zuge der Umsetzung des Nürnberger Reichsbürgergesetzes bis Ende 1938 erworbenes deutsches Reichsbürgerrecht umgehend wieder und wurden wie die deutschen Juden als Bürger 2. Klasse vom „Stimmrecht in politischen Angelegenheiten“ ausgeschlossen. Mit der „Zwölften Verordnung zum Reichsbürgergesetz“ erging sodann die weitergehende Bestimmung, dass „Juden und Zigeuner […] nicht Staatsangehörige werden“ und auch „nicht Staatsangehörige auf Widerruf oder Schutzangehörige sein [können]“ (§ 4 Abs. 1). Sie wurden damit völlig entrechtet und der Begriff des Geltungsjuden auch auf jüdische Mischlinge ersten Grades angewandt, die nicht deutsche Staatsangehörige waren. Schon kurze Zeit später, am 1. Juli 1943, erging die 13. Verordnung zum Reichsbürgergesetz: Nach § 1 Abs. 1 i. V. m. Abs. 2 konnten nunmehr strafbare Handlungen von Juden unmittelbar durch die Polizei geahndet werden; sie waren fortan der nackten Willkür ausgeliefert. Mit § 2 Abs. 1 der 13. Verordnung wurde bestimmt, dass das Vermögen eines Juden mit seinem Ableben dem Reich verfiel.
Nach dem Zweiten Weltkrieg und der Wiedererrichtung der Republik Österreich erhielten mit dem österreichischen Staatsbürgerschaftsüberleitungsgesetz von 1945 all jene Personen die österreichische Staatsbürgerschaft zurück, die zum Zeitpunkt des „Anschlusses“ Österreicher waren und zwischen 1938 und 1945 keine fremde Staatsbürgerschaft angenommen hatten; außerdem auch jene Personen, die in dieser Zeit die Bundesbürgerschaft durch Rechtsnachfolge (Abstammung, Legitimation, Ehe) erlangt hätten. Alle Emigranten, die vor dem 13. März 1938 die österreichische Staatsbürgerschaft besessen hatten, zwischenzeitlich im Exil eine neue angenommen hatten (darunter ein Drittel der vertriebenen und emigrierten Juden), waren davon ausgeschlossen. 1949, 1966 und 1973 wurden zwar Sondererwerbsmöglichkeiten geschaffen, die aber wegen kurzer Fristen und des Ausschlusses von Doppelstaatsangehörigkeit unzulänglich waren. Bei den Opferfürsorgegesetzen und sozialversicherungsrechtlichen Regelungen wirkte sich die fehlende Staatsbürgerschaft materiell aus, weil keine Amtsbescheinigungen und Opferausweise an Fremde ausgestellt werden durften. Eine Remigration österreichischer Juden fand nur vereinzelt statt.

### Staatsbürgerschaftsgesetz 1985
Die Staatsbürgerschaftsgesetz-Novelle 1983 verfolgte die Herstellung des Gleichheitsgrundsatzes und eliminierte diesem zuwiderlaufende Bestimmungen, um dem Gebot der Gleichbehandlung der Geschlechter im vollen Umfang gerecht zu werden. Die eheliche Mutter wurde dem ehelichen Vater bei der Vermittlung der Staatsbürgerschaft an ihre Kinder gleichgestellt; ebenso wurde die Gleichstellung männlicher und weiblicher Ehegatten von Staatsbürgern beim Erwerb der Staatsbürgerschaft festgelegt.
Im Jahr 1985 wurde das Staatsbürgerschaftsgesetz 1965 als Bundesgesetz über die österreichische Staatsbürgerschaft (Staatsbürgerschaftsgesetz 1985 – StbG) wiederverlautbart und seither mehrmals novelliert (1986, 1988, 1993, 1994, 1997, 1998 und in den 2000er und 2010er Jahren).
Im Rahmen von Übergangsbestimmungen konnten vor dem 1. September 1983 geborene eheliche Kinder bis zum 1. September 1986, später verlängert bis zum 31. Dezember 1988, die österreichische Staatsbürgerschaft durch „Erklärung, der Republik als getreue Staatsbürger angehören zu wollen“, erwerben, wenn neben anderen Voraussetzungen „die Mutter Staatsbürger ist und die Staatsbürgerschaft auch am Tag der Geburt des Kindes besessen hat“ (Z 3). Später wurden für den Zeitraum vom 1. August 2013 bis zum 1. Mai 2014 vergleichbare Übergangsbestimmungen erneut in Kraft gesetzt, damit „einige wenige Härtefälle“ dadurch „saniert“ würden.
Seit 1990 genießen Auslandsösterreicher volles Wahlrecht bei Nationalrats- und Bundespräsidentschaftswahlen, wenn sie sich in einer Gemeinde registrieren. Seit 2007 haben sie auch das Wahlrecht bei den Landtagswahlen in Niederösterreich, Tirol und Vorarlberg.

#### Gesetzesnovellen 2005–2018
Der Gesetzentwurf der Regierung 2005/2006 sah eine drastische Verschärfung des Einbürgerungsrechtes vor: Zum einen sollten sämtliche Ausnahmeregelungen gestrichen, die Mindestaufenthaltsdauer auf sechs Jahre erhöht und die Einbürgerung von in Österreich geborenen Kindern ausländischer Eltern erst mit sechs Jahren möglich sein. Zum anderen war vom Antragsteller ein 300-stündiger Deutschkurs mit einer Abschlussprüfung zu absolvieren. Der Entwurf wurde in der Staatsbürgerschaftsrechts-Novelle 2005 großteils beschlossen.
Eine Regierungsvorlage zur Änderung des Staatsbürgerschaftsgesetzes wurde nach dem Beschluss im Ministerrat am 30. April 2013 im Nationalrat eingebracht und ist seit 1. August 2013 in Kraft.
Fremden ist demnach die Einbürgerung nach einem rechtmäßigen und ununterbrochenen Aufenthalt von mindestens sechs Jahren im österreichischen Bundesgebiet dann ermöglicht, wenn sie gut integriert sind (§ 11a StbG), ansonsten nach zehn Jahren. Neben den allgemeinen Voraussetzungen zur Verleihung der Staatsbürgerschaft (§ 10 StbG) ist sie dem Fremden nach § 11 Abs. 6 dann zu verleihen, wenn
- (Z 1) er, abweichend von § 10a Abs. 1 Z 1, einen Nachweis über Deutschkenntnisse gemäß dem B2-Niveau des Gemeinsamen Europäischen Referenzrahmens für Sprachen (GERS) erbringt, oder
- (Z 2) er einen Nachweis gemäß § 10a Abs. 1 Z 1 erbringt und seine nachhaltige persönliche Integration nachweist, dies insbesondere durch
  - a) ein mindestens dreijähriges freiwilliges, ehrenamtliches Engagement in einer gemeinnützigen Organisation, die den Vorgaben des § 35 Bundesabgabenordnung (BAO), BGBl. Nr. 195/1961, entspricht, oder
  - b) eine mindestens dreijährige Ausübung eines Berufes im Bildungs-, Sozial- oder Gesundheitsbereich, sofern das daraus erzielte Einkommen durchgängig die monatliche Geringfügigkeitsgrenze gemäß § 5 Abs. 2 ASVG erreicht hat, oder
  - c) die Bekleidung einer Funktion in einem Interessenverband oder einer Interessenvertretung für mindestens drei Jahre hindurch.

Überdies muss die Tätigkeit des Fremden, mit der die nachhaltige persönliche Integration nachgewiesen werden soll, dem Allgemeinwohl in besonderer Weise dienen und einen integrationsrelevanten Mehrwert für seine Integration in Österreich darstellen. Dies muss vom Fremden und der jeweiligen Institution jeweils im Rahmen einer schriftlichen Stellungnahme ausführlich begründet werden.
Das Änderungsgesetz 2018 bringt Erleichterungen beim Zugang zur österreichischen Staatsangehörigkeit für Bürger der Nachfolgestaaten der österreichisch-ungarischen Monarchie und Staatenlose. Es begünstigt auch durch das NS-Regime Verfolgte und ihre Nachkommen. Die Neuregelung erweitert den zeitlichen Rahmen bisher bestehender Regeln.